# ルドルフ・アイジング

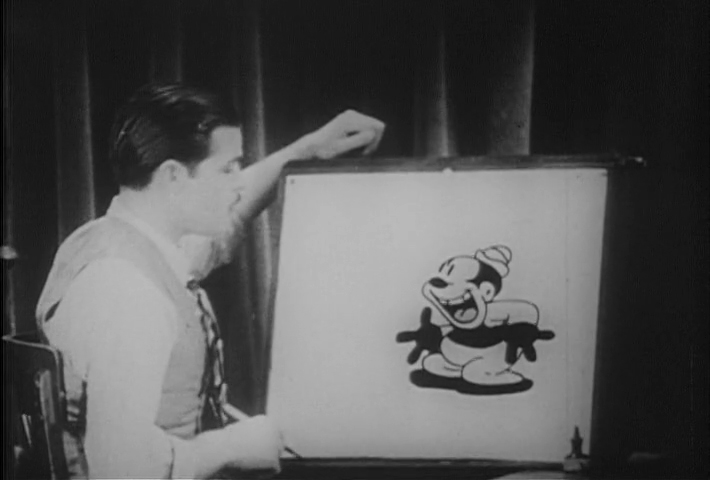

ルドルフ・アイジング（Rudolf Ising、1903年8月7日 - 1992年7月18日）はアメリカ合衆国ミズーリ州出身のアニメーター及び映画プロデューサー。

## 来歴
初期はヒュー・ハーマンとともにウォルト・ディズニーの元で『アリス・コメディーズ』や『オズワルド・ザ・ラッキー・ラビット』の制作に参加し、ディズニーやアブ・アイワークスにミッキーマウス誕生のきっかけとなるネズミのスケッチを提供していた。その一方で、1920年代の当時よりアイジングは自分のアニメーション制作スタジオを持ちたいと考えていた。
ディズニーやチャールズ・ミンツと決別したアイジングはハーマンと共にアニメーション制作のユニットを結成し、後に「ハーマン＝アイジング」の名で呼びならわされることとなる。1929年に自身のアニメーションスタジオを設立し、翌年ワーナー・ブラザーズ向けにルーニー・テューンズを翌1931年にはメリー・メロディーズを製作する。しかし、1933年頃に、ハーマン=アイジングとワーナーは製作環境で揉め、結果ワーナーとの契約を解消し、1934年より、ハーマンと共同で、または単独（ルドルフ・アイジング・プロダクション）によりメトロ・ゴールドウィン・メイヤー（MGM）に少年・少女向けのものを中心に数多くの作品を提供した。彼は初期の頃に活躍し、『クマのバーニー』の作品が多く見られる。

## 主な作品一覧

### ディズニー時代
- プレーン・クレイジー（1928年、作画）

### ハーマン・アイジング・スタジオ作品(ワーナー・ブラザース向け)
- 浮世風呂Sinkin' in the Bathtub 1930.

### MGMの初期の作品
ルドルフ・アイジングによる作品
- The Discontented Canary 1934.9.1
- おじいさんの手柄話 The Old Pioneer 1934.9.29
- おもちゃの国の音楽会 Toyland Broadcast 1934.12.22
- 子ねずみチュー太と大ねずみ When the Cat's Away 1935.2.16
- タン吉の怪獣退治 The Calico Dragon 1935.3.30
- 皇帝とウグイス The Chinese Nightingale 1935.4.27
- こどもコンクール Barnyard Babies 1935.5.25
- ケンタッキーの草競馬 The Old Plantation 1935.9.21
- 蜂の警察隊 Honeyland 1935.10.19
- 山猫サンタの失敗 Alias St. Nick 1935.11.16
- 賢いりんご虫 The Early Bird and the Worm 1936.2.8
- 弱虫番犬 Two Little Pups 1936.4.4
- 子犬のピクニック The Pups' Picnic 36.5.30
- 子ねずみチュー太の冒険 Little Cheeser 36.7.11
- 子犬のクリスマス The Pups' Christmas 36.12.12
- ワン公はぼくらの仲間 The Hound and the Rabbit 1937.5.29
- 迷い子の子犬 The Wayward Pups 37.7.10
- 子ねずみチュー太の月世界探検 Little Buck Cheeser 1937.12.15
- ちびっこチャンピオン Little Bantamweight 1938.3.12
- 金魚の海底探検 The Little Goldfish 1939.4.15
- バーニーの冬ごもり THE BEAR THAT COULDN'T SLEEP 1939.6.10
- ひよこの散歩 One Mother's Family 1939.9.30
- バーニーの鱒釣り THE FISHING BEAR 1940.1.20
- 狼と仔牛の坊や Home on theRange 1940.3.23
- 子ネコの風船旅行 The Milky Way 1940.6.22
- カラスの三文オペラ Romeo in Rhythm 1940.8.10
- ピョン助くんの一人旅 The Homeless Flea 1940.10.12
- 強気のアザラシ坊や Little Gutsy Seal 1940.11.27
- くものお手伝いさん Mrs. Ladybug 1940.12.21
- バーニーの金鉱探し THE PROSPECTING BEAR 1941.3.8
- バーニーのずっこけ兵隊 THE ROOKIE BEAR 1941.5.17
- 花と草のおどり Dance of the Weed 1941.6.7
- チビ犬セザリオ　　 Little Cesalio  1941.8.30
- バーニー戦闘機に挑戦 THE FLYING BEAR 1941.11.1
- ビーバーの敵討ち THE BEAR AND THE BEAVERS 1942.3.28
- ロバと狼 Little Gravel Voice 1942.5.16
- バーニーの蜂蜜とり WILD HONEY 1942.11.7
- バーニーの家庭菜園 BARNEY BEAR'S VICTORY GARDEN 1942.12.26
- バーニーのキャンプ騒動 BAH WILDERNESS 1943.2.13
- 狼と勇敢なワン吉 The Boy and the Wolf 1943.4.24
- バーニーとちゃっかりリス BARNEY BEAR AND THE UNINVITED PEST 1943.7.17

### その他の作品（ルドルフ・アイジング・プロダクション作品）
- 神父様とツバメ The First Swallow 1942.3.14 　監督：ジェリー・ブリューワー

## クマのバーニー続編について
MGMが版権を保有していたクマのバーニーは多数の続編が以下のディレクターによって制作されている。

### ジョージ・ゴードン版
- バーニーのはりきりガードマン BEAR RAID WARDEN 1944.9.9
- バーニーと白熊坊や BARNEY BEAR'S POLAR PEST 1944.12.30
- バーニーのさくらんぼ取り THE UNWELCOME GUEST 1945.2.17

### マイケル・ラー＝プレストン・ブレア版
- バーニーの小包騒動 THE BEAR AND THE BEAN 1948.1.31（ハンナ＝バーベラの作品として発表）
- バーニーのうさぎ狩り THE BEAR AND THE HARE 1948.6.26
- 海中探検 GOGGLE FISHING BEAR 1949.1.15

### ディック・ランディー版
- かしこい子がも LITTLE WISE QUACKER 1952.11.8
- 親切好き BUSYBODY BEAR 1952.12.20
- なんでもいただき BARNEY'S HUNGRY COUSIN 1953.1.31
- かかしに御用心 COBS AND ROBBERS 1953.3.14
- 宝さがし HEIR BEAR 1953.5.30
- 良い子のしつけ方 WEE WILLIE WILDCAT 1953.6.20
- めんこい子馬 HALF-PINT PALOMINO 1953.9.26
- どちらが賢いか IMPOSSIBLE POSSUM 1954.3.28
- 只今静養中 SLEEPY TIME SQUIRREL 1954.6.19
- 小鳥が好き BIRD-BRAIN BIRD DOG 1954.7.30

### ヒュー・ハーマン版（別作品）
以降の作品は邦題ではバーニーとついているがヒュー・ハーマン制作の全く別のものである（親子3人熊の父親がバーニーに似ている）。
- 熊の朝ごはん Goldilocks and the Three Bears 1939.7.15
- バーニーの屋根直し a Rainy Day with the Bear Family 1940.4.20
- バーニーの小鳥騒動 PAPA GETS THE BIRD 1940.9.7

## 日本でのテレビ放映
初期・中期の作品（R.アイジング、G.ゴードン、M.ラー＝P.ブレア作品〈「海中探検」は除く〉）を木曜スペシャル『おかしなおかしなトムとジェリー大行進』の真ん中（放映は3話構成でそのなかの1・3話がトムとジェリー、2話目がバーニー）で放映。後年の作品（M.ラー＝P.ブレア作品「海中探検」、D.ランディ作品全部）をTBS版『トムとジェリー』の3本中の真ん中で放映。